# Landdrostei Hannover
| Landdrostei Hannover          | Landdrostei Hannover |
| ----------------------------- | -------------------- |
| Sitz                          | Hannover             |
| Bestandszeitraum              | 1823–1885            |
| Fläche                        | 5783 km² (1880)      |
| Einwohner                     | 462.099 (1880)       |
| Bevölkerungsdichte            | 75 Einw./km² (1880)  |
| Amtsfreie Städte              | 10 (1885)            |
| Ämter                         | 18 (1885)            |
| Lage der Landdrostei Hannover |                      |
| Lage der Landdrostei Hannover |                      |

Die Landdrostei Hannover war im 19. Jahrhundert eine Mittelbehörde des Königreichs Hannover und der preußischen Provinz Hannover. Sie war die direkte Vorgängerin der Bezirksregierung Hannover.

## Geschichte
Zur Verwaltung des Königreichs Hannover wurden 1816 Mittelbehörden gebildet, die zunächst Provinzialregierung und ab 1823 Landdrostei hießen. Die Landdrostei Hannover wurde aus drei historischen Territorien gebildet, dem Fürstentum Calenberg, der Grafschaft Hoya und der Grafschaft Diepholz. Nachdem das Königreich Hannover 1867 zur preußischen Provinz Hannover geworden war, blieb die Landdrostei Hannover zunächst bestehen. 1885 wurde aus ihr gemäß der preußischen Verwaltungsstruktur der Regierungsbezirk Hannover gebildet. Gleichzeitig wurden die alten hannoverschen Ämter von preußischen Landkreisen abgelöst.

## Landdroste
Der Landdrost war der höchste Beamte der Landdrostei. Sein Amt war mit dem eines Regierungspräsidenten vergleichbar.
- 1823–1829: Ernst Georg Ludwig von Campe (1781–1829)[4]
- 1829–1855: Friedrich Wilhelm von Dachenhausen (1791–1855)[5]
- 1856–1861: Ernst Friedrich Wilhelm, Freiherr von Bülow
- 1862–1866: Carl von Bar
- 1867–1872: Adolf Hilmar von Leipziger (1825–1891)
- 1872–1876: Karl Heinrich von Boetticher (1833–1907)
- 1876–1885: Adolf von Cranach (1823–1896)

## Verwaltungsgliederung 1823–1852
Die Landdrostei war bis Anfang der 1850er-Jahre in Städte, Ämter, Amtsvogteien, Klosterämter, Stiftsgerichte und Patrimonialgerichte gegliedert.
| Fürstentum Calenberg | Grafschaft Hoya | Grafschaft Diepholz                                                               |
| --- | --- | --------------------------------------------------------------------------------- |
| Magistrate | |                                                                                   |
| - Bodenwerder - Eldagsen - Hameln - Hannover - Münder - Neustadt am Rübenberge - Pattensen - Springe - Wunstorf | - Hoya - Nienburg |                                                                                   |
| Königliche Ämter | |                                                                                   |
| - Amt Blumenau - Hausvogtei Blumenau - Vogtei Colenfeld - Vogtei Bokeloh - Vogtei Groß-Munzel - Vogtei Limmer - Amt Calenberg - Stadt Eldagsen - Stadt Pattensen - Hausvogtei Calenberg - Gohe Adensen - Gohe Gestorf - Gohe Pattensen - Vogtei Rössing - Amt Grohnde-Ohsen - Vogtei Grohnde - Vogtei Ohsen - Amt Hameln gebildet am 16. Juni 1823 - Vogtei Hameln Amt Aerzen aufgelöst am 16. Juni 1823 - Vogtei Aerzen Amt Lachem aufgelöst am 16. Juni 1823 - Vogtei Lachem - Amt Hannover - Stadtvogtei Hannover Amt Coldingen aufgelöst am 1. Dezember 1824 - Hausvogtei Coldingen - Vogtei Hiddestorf - Vogtei Kirchrode - Braunschweiger Gohe - Amt Langenhagen - Gohgräfschaft Langenhagen - Vogtei Bothfeld - Vogtei Hainholz - Amt Lauenau - Amtsvogtei Backede - Amtsvogtei Lauenau - Amt Lauenstein - Vogtei Eime - Vogtei Lauenstein - Vogtei Wallensen - Amt Neustadt am Rübenberge - Stadt Neustadt am Rübenberge - Vogtei Basse - Vogtei Mandelsloh - Vogtei Rodewald - Vogtei Stöcken - Klosteramt Mariensee - Amt Polle - Hausvogtei Polle - Amt Rehburg - Stadt Rehburg - Hausvogtei Rehburg - Vogtei Schneeren - Vogtei Winzlar - Gericht Loccum gebildet am 5. Januar 1852 - Amt Ricklingen - Vogtei Berenbostel - Vogtei Garbsen - Vogtei Osterwald - Vogtei Ricklingen - Amt Springe - Hausvogtei Springe - Hamelsche Gohe - Stadtvogtei Münder - Stadtvogtei Springe - Amt Wennigsen - Hausvogtei Wennigsen - Vogtei Gehrden - Vogtei Goltern - Vogtei Ronnenberg - Klosteramt Barsinghausen aufgehoben am 1. Juli 1849 - Klosteramt Wennigsen - Amt Wittenburg - Amt Wölpe - Hausvogtei Wölpe - Vogtei Linsburg | - Amt Bruchhausen - Vogtei Bruchstrich - Vogtei Heidstrich - Vogtei Sudwalde - Amt Diepenau - Hausvogtei Diepenau - Vogtei Bohnhorst seit 1. Juli 1829 - Amt Ehrenburg-Bahrenburg - Kirchspiel Heiligenloh - Kirchspiel Neuenkirchen - Kirchspiel Schmalförden - Kirchspiel Scholen - Kirchspiel Schwaförden - Kirchspiel Sulingen - Kirchspiel Twistringen - Kirchspiel Varrel - Amt Freudenberg - Hausvogtei Freudenberg - Amt Harpstedt - Vogtei Böhrde - Vogtei Hunte - Amt Hoya - Vogtei Asendorf - Vogtei Bücken - Vogtei Eitzendorf - Vogtei Eystrup - Vogtei Hassel - Vogtei Hoyerhagen - Vogtei Magelsen - Vogtei Martfeld - Vogtei Oiste und Wechold - Amt Nienburg - Hausvogtei Nienburg - Vogtei Behlingen - Vogtei Borstel - Vogtei Lohe - Vogtei Oyle - Vogtei Sebbenhausen - Vogtei Wietzen Amt Liebenau aufgehoben am 1. Juli 1829 - Vogtei Liebenau - Amt Siedenburg - Vogtei Borstel - Amt Stolzenau - Hausvogtei Stolzenau - Vogtei Bohnhorst bis 1. Juli 1829 - Vogtei Landesbergen - Vogtei Nenndorf Amt Steyerberg aufgehoben am 1. Juli 1829 - Vogtei Deblinghausen - Vogtei Sarninghausen - Amt Syke - Geestvogtei Barrien - Geestvogtei Heiligenfelde - Geestvogtei Nordwohlde - Marschvogtei Brinkum - Marschvogtei Riede - Marschvogtei Weyhe - Amt Uchte - Vogtei Uchte - Vogtei Kirchdorf - Amt Westen-Thedinghausen - Vogtei Dörverden - Marschvogtei - Vogtei Intschede - Vogtei Schwarme | - Amt Diepholz - Vogtei Auburg - Vogtei Barnstorf - Vogtei Drebber - Amt Lemförde |
| Grafschaft Spiegelberg | |                                                                                   |
| - Amt Coppenbrügge | |                                                                                   |
| Klosterämter und Stiftsgerichte | |                                                                                   |
| - Klosteramt Barsinghausen aufgehoben am 1. Juli 1849 - Stiftsgericht St. Bonifacii zu Hameln aufgehoben am 1. August 1831 - Stiftsgericht Loccum aufgehoben am 5. Januar 1852 - Klosteramt Marienrode aufgehoben am 1. Juli 1849 - Klosteramt Mariensee aufgehoben am 1. Juli 1849 - Klosteramt Marienwerder aufgehoben am 1. Juli 1849 - Klosteramt Wennigsen - Klosteramt Wülfinghausen aufgehoben am 1. Juli 1849 - Stiftsgericht Wunstorf | - Stiftsgericht Bassum - Klosteramt Heiligenrode |                                                                                   |
| Patrimonialgerichte | |                                                                                   |
| - Gericht Arnum - Gericht Banteln - Gericht Bemerode aufgehoben am 23. September 1850 - Gericht Bennigsen - Gericht Bredenbeck aufgehoben am 26. Oktober 1849 - Gericht Dähnsen - Gericht Diedersen-Hasperde aufgehoben am 1. Oktober 1836 - Gericht Eimbeckhausen aufgehoben am 8. Juni 1849 - Gericht Frenke - Gericht Hämelschenburg aufgehoben am 14. Oktober 1850 - Gericht Harkenbleck-Reden aufgehoben am 3. Juni 1850 - Gericht Hastenbeck aufgehoben am 15. Mai 1846 - Gericht Heinsen aufgehoben am 30. Mai 1850 - Gericht Hemmingen und Wilkenburg - Gericht Lenthe aufgehoben am 16. Juli 1849 - Gericht Leveste aufgehoben am 15. November 1849 - Gericht Limmer aufgehoben am 1. Juni 1849 - Gericht Linden - Gericht Ohr - Gericht Schwöbber aufgehoben am 25. Juli 1850 - Gericht Wichtringhausen aufgehoben am 1. März 1836 | - Gericht Anderten aufgehoben am 1. April 1846 |                                                                                   |

## Verwaltungsgliederung 1852–1885
Nach einer umfassenden Verwaltungs- und Justizreform am Anfang der 1850er-Jahre bestanden seit 1. Oktober 1852 in der Landdrostei Hannover insgesamt zehn selbstständige Städte und 35 Ämter. 1859 wurde die Zahl der Ämter auf 18 reduziert.

### Städte und Ämter im Fürstentum Calenberg
Auf dem Gebiet des Fürstentums Calenberg existierten die neun selbstständigen Städte Bodenwerder, Eldagsen, Hameln, Hannover, Münder, Neustadt am Rübenberge, Pattensen, Springe und Wunstorf. Daneben bestanden seit 1852 siebzehn und seit 1859 noch neun Ämter:

#### Amt Blumenau
Das Amt Blumenau lag zwischen Hannover und Wunstorf. Zum Amt gehörten unter anderem Blumenau, Gümmer, Lohnde, Luthe, Kolenfeld, Seelze und Groß Munzel. 1819 wurde das kleine Amt Bokeloh in das Amt Blumenau eingegliedert, das 1859 aufgelöst wurde. Der größte Teil des Amtes fiel an das Amt Linden, lediglich die Orte in der Umgebung von Wunstorf kamen zum Amt Neustadt am Rübenberge.

#### Amt Calenberg
Zum Amt Calenberg gehörte der Landstrich zwischen Pattensen und Springe, darunter die Orte Hüpede, Jeinsen, Oerie, Schulenburg, Holtensen, Mittelrode, Boitzum, Bennigsen, Gestorf, Lüdersen und Alferde. 1885 ging das Amt im Kreis Springe auf.

#### Amt Coppenbrügge
Zum Amt Coppenbrügge gehörten Coppenbrügge und einige umliegende Gemeinden, darunter Brünnighausen, Dörpe und Marienau. Das Amt ging 1859 mit Ausnahme von Behrensen, Brullsen, Diedersen und Neustadt im Amt Lauenstein auf.

#### Amt Grohnde
Das Amt Grohnde lag südlich von Hameln beiderseits der Weser. Vor 1852 hieß das Amt Grohnde-Ohsen. Zugehörige Gemeinden waren u. a. Grohnde, Börry, Hajen und Hastenbeck. 1859 wurde das Amt aufgelöst und in das Amt Hameln eingegliedert.

#### Amt Hameln
Das Amt Hameln umfasste die nähere Umgebung der Stadt Hameln, darunter Aerzen, Afferde, Hemeringen, Reher, Groß Berkel, Tündern und Hämelschenburg. 1854 wurde ein eigenes Amt Aerzen aus dem Amt Hameln herausgelöst. 1859 wurde das Amt Aerzen zusammen mit dem Amt Grohnde sowie den Gemeinden Behrensen und Diedersen des Amtes Coppenbrügge ins Amt Hameln eingegliedert. Das vergrößerte Amt Hameln ging 1885 im neuen Kreis Hameln auf.

#### Amt Hannover
Zum Amt Hannover gehörten die östlichen Stadtteile der heutigen Stadt Hannover sowie das Gebiet der heutigen Städte Hemmingen und Laatzen. 1859 trat das aufgelöste Amt Langenhagen zum Amt hinzu. Aus dem vergrößerten Amt Hannover wurde 1885 der Landkreis Hannover gebildet.

#### Amt Langenhagen
Das Amt Langenhagen umfasste das heutige Gebiet der Stadt Langenhagen und die nördlichen Stadtteile der heutigen Stadt Hannover. 1859 wurde das Amt aufgelöst und dem Amt Hannover einverleibt.

#### Amt Lauenau
Zum Amt Lauenau gehörte das Tal zwischen Deister und Süntel, darunter die Orte Hülsede, Lauenau, Messenkamp, Pohle, Hamelspringe und Nettelrede. Das Amt wurde 1859 aufgelöst und dem Amt Springe einverleibt.

#### Amt Lauenstein
Zum Amt Lauenstein gehörten die Flecken Lauenstein, Duingen und Salzhemmendorf sowie die umliegenden Ortschaften. 1859 trat der größte Teil des aufgelösten Amtes Coppenbrügge zum Amt Lauenstein hinzu. 1885 wurde das Amt aufgelöst. Deilmissen, Deinsen, Dunsen, Esbeck und Marienhagen kamen zum neuen Kreis Gronau. Duingen, Fölziehausen, Capellenhagen und Lübbrechtsen kamen zum neuen Kreis Alfeld (Leine). Das restliche Kreisgebiet kam zum neuen Kreis Hameln.

#### Amt Linden
Das Amt Linden wurde 1852 neu eingerichtet. Es umfasste die heute zu Hannover gehörenden Orte Linden, Glocksee, Limmer, Ahlem, Davenstedt, Bornum, Badenstedt und Ricklingen. 1859 wurde das Amt um den östlichen Teil des aufgelösten Amtes Blumenau erweitert und 1885 ging das vergrößerte Amt im neuen Kreis Linden auf.

#### Amt Neustadt am Rübenberge
Zum Amt Neustadt am Rübenberge gehörte das Umland der selbstständigen Stadt Neustadt, u. a. mit den Orten Rodewald, Mandelsloh und Mariensee. 1859 gab das Amt die Gemeinden Klein Grindau, Nienhagen, Norddrebber und Suderbruch an das Amt Ahlden der Landdrostei Lüneburg ab, während das aufgelöste Amt Ricklingen und der größte Teil des aufgelösten Amtes Blumenau zum Amt hinzutraten. 1885 ging das Amt Neustadt im neuen Kreis Neustadt am Rübenberge auf.

#### Amt Polle
Das Amt Polle bildete eine Exklave des Königreichs Hannover und war durch braunschweigisches Gebiet von diesem getrennt. Zum Amt gehörte das Gebiet der heutigen Gemeinden Brevörde, Heinsen, Polle und Vahlbruch. 1885 ging das Amt im neuen Kreis Hameln auf.

#### Amt Rehburg
Zum Amt Rehburg gehörte im Wesentlichen das Gebiet der heutigen Stadt Rehburg-Loccum. 1859 wurde das Amt Rehburg aufgelöst und in das Amt Stolzenau eingegliedert.

#### Amt Ricklingen
Das Amt Ricklingen, benannt nach Schloss Ricklingen, lag zwischen Hannover und Neustadt am Rübenberge. Zum Amt gehörten u. a. Bordenau, Garbsen, Otternhagen, Osterwald und Marienwerder. 1859 wurde das Amt aufgelöst und dem Amt Neustadt am Rübenberge einverleibt.

#### Amt Springe
Zum Amt Springe gehörten Orte zwischen Springe und Hameln, darunter Alvesrode, Altenhagen I, Völksen, Flegessen, Hachmühlen und Hasperde. 1859 traten die Gemeinden des aufgelösten Amtes Lauenau sowie Neustadt und Brullsen aus dem Amt Coppenbrügge hinzu. 1885 ging das Amt Springe im neuen Kreis Springe auf.

#### Amt Wennigsen
Das Amt Wennigsen erstreckte sich über das heutige Gebiet von Wennigsen, Barsinghausen, Gehrden und Ronnenberg. 1885 ging das Amt im neuen Kreis Linden auf.

#### Amt Wölpe
Das nach dem Schloss Wölpe benannte Amt Wölpe lag östlich der Stadt Nienburg. Zum Amt gehörten u. a. die Orte Husum, Linsburg, Rohrsen, Heemsen, Steimbke und Stöckse. 1859 wurde das Amt Wölpe aufgelöst. Der größte Teil des Amtes fiel an das Amt Nienburg; lediglich das Kirchspiel Hagen fiel an das Amt Neustadt.

### Ämter in der Grafschaft Diepholz
Auf dem Gebiet der alten Grafschaft Diepholz bestanden seit 1852 drei Ämter, die 1859 zu einem Amt zusammengeschlossen wurden:

#### Amt Auburg
Das Amt Auburg umfasste den östlichen Teil der Grafschaft Diepholz mit den Orten Barnstorf, Drentwede und Wagenfeld. Amtssitz war Gut Auburg. Das Amt wurde 1859 aufgelöst und ins Amt Diepholz eingegliedert.

#### Amt Diepholz
Das Amt Diepholz nahm den Norden der gleichnamigen Grafschaft mit den Flecken Diepholz und Cornau ein. Zum Amt gehörten auch Deckau, Jacobidrebber und Mariendrebber sowie die Ortschaften der heutigen Samtgemeinde Rehden. 1859 wurden die Ämter Auburg und Lemförde ins Amt Diepholz eingegliedert. Aus dem vergrößerten Amt Diepholz wurde 1885 der Kreis Diepholz.

#### Amt Lemförde
Das Amt Lemförde lag im Südwesten der Grafschaft Diepholz und umfasste das Gebiet der heutigen Samtgemeinde Altes Amt Lemförde. Es wurde 1859 ins Amt Diepholz eingegliedert.

### Städte und Ämter in der Grafschaft Hoya
In der alten Grafschaft Hoya existierte mit Nienburg eine selbständige Stadt. Daneben bestanden seit 1852 fünfzehn und seit 1859 noch acht Ämter:

#### Amt Brinkum
Das Amt Brinkum wurde 1852 aus den ehemaligen Marschvogteien Brinkum, Riede und Weyhe des Amtes Syke gebildet. 1859 wurde es aufgelöst und wieder mit dem Amt Syke vereinigt.

#### Amt Bruchhausen
Zum Amt Bruchhausen gehörten u. a. Affinghausen, Bruchhausen, Engeln, Sudwalde, Süstedt und Vilsen. 1859 traten der größte Teil des aufgelösten Amtes Schwarme sowie die Gemeinde Martfeld aus dem aufgelösten Amt Martfeld hinzu. Das vergrößerte Amt Bruchhausen wurde 1885 aufgeteilt. Affinghausen, Bensen, Mallinghausen sowie Sudwalde kamen zum Kreis Sulingen, Freidorf kam zum Kreis Syke und der Rest des Amtes zum Kreis Hoya.

#### Amt Diepenau
Das Amt Diepenau lag auf dem Gebiet der heutigen Gemeinden Diepenau und Warmsen. 1859 wurde es aufgelöst und kam zum Amt Uchte.

#### Amt Ehrenburg
Vorgänger des Amtes Ehrenburg bis 1852 war das Amt Ehrenburg-Bahrenburg. Zum Amt Ehrenburg gehörten u. a. Ehrenburg, Heiligenloh, Scholen, Schwaförden und Twistringen. 1859 wurde das Amt aufgelöst, wobei Twistringen und Heiligenloh zum Amt Freudenberg kamen. Der Rest des Amtes wurde in das Amt Sulingen eingegliedert.

#### Amt Freudenberg
Das nach der Burg Freudenberg benannte Amt Freudenberg erstreckte sich im Wesentlichen über das Gebiet der heutigen Stadt Bassum. 1859 traten die Gemeinden des aufgelösten Amtes Harpstedt sowie Twistringen und Heiligenloh aus dem aufgelösten Amt Ehrenburg hinzu, während Neuenkirchen an das Amt Sulingen fiel. 1885 fiel der größte Teil des Amtes Freudenberg an den neuen Kreis Syke; lediglich Neuenkirchen und Cantrup fielen an den neuen Kreis Sulingen.

#### Amt Harpstedt
Das Amt Harpstedt entsprach der heutigen Samtgemeinde Harpstedt. 1859 wurde das Amt aufgelöst und kam zum Amt Freudenberg.

#### Amt Hoya
Zum Amt Hoya gehörte ungefähr das Gebiet der heutigen Gemeinden Hoya, Bücken, Eystrup, Hassel, Hämelhausen, Haßbergen und Gandesbergen. 1859 traten die Gemeinden des aufgelösten Amtes Martfeld mit Ausnahme der Gemeinde Martfeld hinzu. 1885 ging das Amt Hoya im Kreis Hoya auf.

#### Amt Martfeld
Das Amt Martfeld erstreckte sich im Gebiet der heutigen Gemeinden Martfeld, Asendorf, Schweringen, Hoyerhagen, Warpe und Hilgermissen. 1859 wurde es aufgelöst und kam zum Amt Hoya.

#### Amt Nienburg
Zum Amt Nienburg gehörten Drakenburg sowie die Orte der heutigen Samtgemeinde Weser-Aue. 1859 kamen das aufgelöste Amt Wölpe mit Ausnahme des Kirchspiels Hagen und die Gemeinde Estorf aus dem Amt Stolzenau hinzu. 1885 wurde aus dem Amt Nienburg und der Stadt Nienburg der Kreis Nienburg gebildet.

#### Amt Schwarme
Das Amt Schwarme wurde 1852 aus Teilen des alten Amtes Westen-Thedinghausen neu eingerichtet. Zum Amt gehörten u. a. die Orte Schwarme, Blender, Holtum, Wulmstorf, Morsum und Beppen. 1859 wurde das Amt aufgelöst. Bis auf einige Orte, die an das Amt Verden in der Landdrostei Stade fielen, kamen die Gemeinden des Amtes zum Amt Bruchhausen.

#### Amt Stolzenau
Zum Amt Stolzenau gehörten Stolzenau, Steyerberg, Raddestorf, Estorf, Landesbergen und Leese. 1859 fiel Estorf an das Amt Nienburg, während die Gemeinden des aufgelösten Amtes Rehburg zum Amt Stolzenau hinzukamen. 1885 ging das Amt Stolzenau im Kreis Stolzenau auf.

#### Amt Sulingen
Das Amt Sulingen wurde 1852 aus dem alten Amt Siedenburg und Teilen des alten Amtes Ehrenburg-Bahrenburg neu eingerichtet. Zum Amt gehörten u. a. Sulingen, Barenburg, Varrel und Wehrbleck sowie das Gebiet der heutigen Samtgemeinde Siedenburg. 1859 wurden das aufgelöste Amt Ehrenburg mit Ausnahme von Twistringen und Heiligenloh sowie Neuenkirchen aus dem Amt Freudenberg eingegliedert. Das vergrößerte Amt Sulingen ging 1885 im Kreis Sulingen auf.

#### Amt Syke
Zum Amt Syke gehörte Syke mit den umliegenden Ortschaften. 1859 traten die Gemeinden des aufgelösten Amtes Brinkum hinzu und 1885 kam das vergrößerte Amt Syke zum Kreis Syke.

#### Amt Uchte
Zum alten Amt Uchte gehörten u. a. Bahrenborstel, Kirchdorf und Uchte. 1859 wurde das aufgelöste Amt Diepenau eingegliedert. 1885 wurde das vergrößerte Amt Uchte aufgeteilt. Bahrenborstel, Holzhausen, Kirchdorf, Kuppendorf und Scharringhausen fielen an den Kreis Sulingen, während der größte Teil des Amtes an den Kreis Stolzenau fiel.

#### Amt Westen
Das Amt Westen wurde 1852 aus Teilen des alten Amtes Westen-Thedinghausen neu eingerichtet. Es umfasste das Gebiet um die Orte Dörverden, Stedorf und Westen. 1859 wurde das Amt aufgelöst und in das Amt Verden der Landdrostei Stade eingegliedert.